# 壁谷明音
壁谷 明音（かべや あかね、1990年11月25日 - ）は、日本のファッションモデル、歌手、女優。愛知県出身。大学の社会学部卒業。

## 略歴
2002年、ファッション雑誌「ピチレモン」（学研）の専属モデルオーディションでグランプリを受賞。同年5月から2007年8月号まで専属モデルとして活動。人気モデルの1人で表紙起用は歴代モデルの中でトップで、その内2回が単独での起用であった。
2003年にピポ☆エンジェルズの一員として歌手デビューを果たした。詳しくはピポ☆エンジェルズの項を参照。
2007年2月、ミランカより配信されるWEBシネマ「リアルシスター」で女優デビューを果たす。
2010年1月18日にタンバリンアーティスツとの契約を終了。
2014年12月、18歳から務めていたMERCURYDUOを退職。
2014年に入籍、2015年に男児を出産した。
2018年8月、第2子となる女児を出産。

## 出演

### 雑誌
- ピチレモン（学研、2002年5月 - 2007年8月号）専属モデル[5]
- 小学六年生（小学館、2005年10月号）[5]
- コスメティックパラーではじめるメイクレシピ（ソフトバンククリエイティブ、2005年11月）[5]

### CM
- ハッピーセット（日本マクドナルド、2003年9月）[5]
- メルプチ N Shot（バンダイ、2004年4月 - 2005年3月）[5]
- ニンテンドーDSソフト「スタイルブック」（バンダイ、2006年2月）[5]
- LIVE ONE　四つ葉のクローバー篇（住友生命、2006年5月 - ）[5]

### TV
- ピチレモンがやってくる!☆ハロピチ☆ピチモ放送局（仙台放送、2004年8月）[5]
- ピチスタ（テレ玉、2006年11月 - ）[5]
- ボニータ!ボニータ!! 〜名古屋ガールズコレクション〜（テレビ愛知、2007年12月 - ）レギュラー[5]
- ポケモン☆サンデー（テレビ東京、2008年1月 - ）レギュラー、アカネ名義[5]
- ポケモンだいすきNOW（BSジャパン自社製作、2008年2月20日 - 3月26日 ※全6回(毎週水曜18:00~18:15)）アカネ名義

### ラジオ
- ピチモのサタ・ピチ（TBS、2003年9月） [5]
- ピポ☆エンジェルズのハッピーラブチャット!!（FM大阪、2003年11月 - 2004年8月）レギュラー[5]

### 映画
- ピチモでドラマ-私がモデルになれた理由-（東映ビデオ、2005年12月）[5]

### WEB
- リアルシスター（ミランカ、2007年2月）里見智香 役[5]
- ミルパパ〜しあわせの雑貨店〜（ミランカ、2007年8月 - ）[5]

### PV
- PENICILLIN「JUMP#1」（avex trax）

### スチール
- ホッシージャムカタログ（サン宝石、2003年2月 - ）イメージモデル
- ファンシーポケット（サン宝石、2003年2月 - 7月）イメージモデル[5]
- エンジェルブルー（ナルミヤ・インターナショナル、2003年7月 - ）イメージモデル [5]
- フラワーガーデン（ナルミヤ・インターナショナル、2003年7月 - 12月）イメージモデル[5]
- ポンポネット（ナルミヤ・インターナショナル、2003年7月 - 12月）イメージモデル
- au 総合カタログ（KDDI、2005年5月 - 10月）[5]
- ジュニア　au カタログ（KDDI、2006年2月 - 4月）[5]

### アニメ
- 一期一会 恋バナ友バナ（キッズステーション）[5]

### CD
※グループ名“こいとも”として
- 一期一会主題歌（コロムビアミュージックエンタテインメント）[5]

## 受賞歴
2006年
- 第6回ピチレモンモデルオーディション グランプリ

2009年
- ミスモバゲーグランプリ'09 ユーザ特別賞